# لو هائوجیه
لو هائوجیه (به انگلیسی: Lu Haojie) زاده ۳ آگوست ۱۹۹۰ است. او وزنه بردار کشور چین است.